# Томайко, Ян
Ян Томайко (чеш. Jan Tomajko; 19 июня 1976, Оломоуц, Чехия) — чешский профессиональный хоккеист и тренер.

## Биография
Ян Томайко начал профессиональную карьеру в родном городе Оломоуце. В 1997 году подписал контракт с хоккейным клубом «Всетин», в составе которого стал трёхкратным чемпионом страны. За сборную Чехии дважды играл на чемпионатах мира 2000 и 2001 года. Летом 2001 года перешёл в пражскую «Спарту». Спустя три сезона Ян присоединился к клубу «Били Тигржи». С 2007 по 2009 год Томайко выступал за клуб «Кладно». В ноябре 2009 года провёл 2 матча в экстралиге за «Комету» из Брно, после чего вернулся в родной «Оломоуц». В 2010 году завершил карьеру игрока и стал помощником главного тренера «Оломоуца».

## Достижения
- Чемпион мира 2000 и 2001
- Чемпион Чехии 1998, 1999, 2001, 2002
- Серебряный призёр чемпионата Чехии 2000
- Бронзовый призёр чемпионата Чехии 2003, 2004, 2005, 2007

## Статистика
- Экстралига — 484 игры, 213 очков (90 шайб + 123 передачи)
- Чешская первая лига — 41 игра, 26 очков (7+19)
- Сборная Чехии — 38 игр, 3 очка (1+2)
- Кубок Шпенглера — 4 игры
- Евролига — 3 игры, 2 очка (1+1)
- Всего за карьеру — 570 игр, 244 очка (99+145)